# Newent
Newent é uma pequena cidade-mercado e paróquia de Forest of Dean, no condado de Gloucestershire, na Inglaterra. De acordo com o Censo de 2011, tinha 5207 habitantes. Tem uma área de 26,45 km².